# Zair na Letnich Igrzyskach Olimpijskich 1996
Zair na Letnich Igrzyskach Olimpijskich 1996 reprezentowało 14 zawodników, 2 mężczyzn i 12 kobiet.

## Skład kadry

### Lekkoatletyka
Mężczyźni
- Willy Kalombo
  - maraton - 16. miejsce

- Kaleka Mutoke
  - maraton - 96. miejsce

### Koszykówka
Kobiety
- Mwadi Mabika, Lukengu Ngalula, Kasala Kamanga, Muene Tshijuka, Mukendi Mbuyi, Kakengwa Pikinini, Zaina Kapepula, Patricia N'Goy Benga, Kongolo Amba, Lileko Bonzali, Kaninga Mbambi, Natalie Lobela
- 12. miejsce